# 岩手県道279号侍浜夏井線
岩手県道279号侍浜夏井線（いわてけんどう279ごう さむらいはまなついせん）は、岩手県久慈市を通る一般県道である。

## 概要
久慈市侍浜町と同市夏井町を結ぶ道路で、本波地区の生活道路となっているほか、国道45号の迂回ルート、沿線の漁港から久慈市魚市場までの水産物を輸送する道路と位置付けられ、重要な役割を担っている。国道45号よりも海岸寄りを通るルートであるが、山中を通る区間が多いため海が見える区間はわずかである。

### 路線データ
- 起点：久慈市侍浜町字本町（国道45号・岩手県道149号侍浜停車場線交点）
- 終点：久慈市夏井町字野中（国道395号交点）

## 歴史
- 2012年（平成24年）9月30日：久慈市侍浜町地内の本波大橋（本波工区）開通により、同地内の道路改良バイパス道路（約2.0km）が全線開通[1]。

## 地理

### 通過する自治体
- 久慈市

### 交差する道路
- 国道45号・岩手県道149号侍浜停車場線（起点・久慈市侍浜町字本町）
- 国道395号（終点・久慈市夏井町字野中）

### 沿線の施設など
- 久慈国家石油備蓄基地
- 久慈地下水族科学館「もぐらんぴあ」